# Vilma Nascimento
Vilma Nascimento (Rio de Janeiro, 1º de junho de 1938) é uma porta-bandeira brasileira. Desde maio de 2025 ocupa o cargo de presidente de honra da Portela.
Desfilou pela primeira vez, ainda criança, no bloco Unidos de Dona Clara. Estreou como porta-bandeira defendendo a União de Vaz Lobo, escola de sua mãe. Na época, era também dançarina da boate Night and Day, na Cinelândia. Começou então a chamar a atenção de Natal, que a convidou para a Portela. Recusou os primeiros convites, mas acabou cedendo pouco antes de se casar com Mazinho, filho de Natal. Em 1957, assumiu a bandeira azul e branca, substituindo Dodô, que passou a atuar como segunda porta-bandeira.
Defendida por Vilma, a Portela conquistou 7 carnavais: um tetracampeonato, de 1957 a 1960, e os títulos de 1962, 1964 e 1966. Ganhou do jornalista Valdinar Ranulfo o apelido de Cisne da Passarela devido à elegância com que mudou o estilo de dança das porta-bandeiras, que nessa época passaram a ser um dos quesitos julgados no desfile.
Em 1969, Vilma passou o posto de primeira porta-bandeira para Irene e passou a desfilar como destaque. Retomou a função de 1977 a 1979. Na década de 1980, fez parte do grupo que se afastou da escola para fundar a Tradição. Só voltou à Portela em 2007.
Foi homenageada pela Porto da Pedra como uma das “Majestades do Samba", tema do desfile de 2014.
Ganhou o Estandarte de Ouro três vezes seguidas pela Portela (1977, 1978 e 1979) e uma pela Tradição (1989).
Em 2009, sua filha Danielle Nascimento se tornou também porta-bandeira da Portela. No carnaval de 2024 recebeu seu sexto Estandarte de Ouro ao desfilar pela Portela e pela Mangueira, a convite de sua amiga Alcione, homenageada pela escola verde-e-rosa.

## Premiações
- Estandarte de Ouro [7]

1. 1977 - Melhor porta-bandeira (Portela) [10]
2. 1978 - Melhor porta-bandeira (Portela) [11]
3. 1979 - Melhor porta-bandeira (Portela) [12]
4. 1982 - Destaque feminino (União da Ilha) [13]
5. 1989 - Melhor porta-bandeira (Tradição) [14]
6. 2024 - Personalidade [15]

- Troféu Apoteose

1. 2014 - Personalidade [16]